# Wiebesia sensillata
Wiebesia sensillata är en stekelart som beskrevs av Wiebes 1993. Wiebesia sensillata ingår i släktet Wiebesia och familjen fikonsteklar. Inga underarter finns listade i Catalogue of Life.